# Bas-Paquetville
Bas-Paquetville est un hameau de la paroisse de Paquetville, situé dans le comté de Gloucester, au nord-est du Nouveau-Brunswick.

## Toponymie

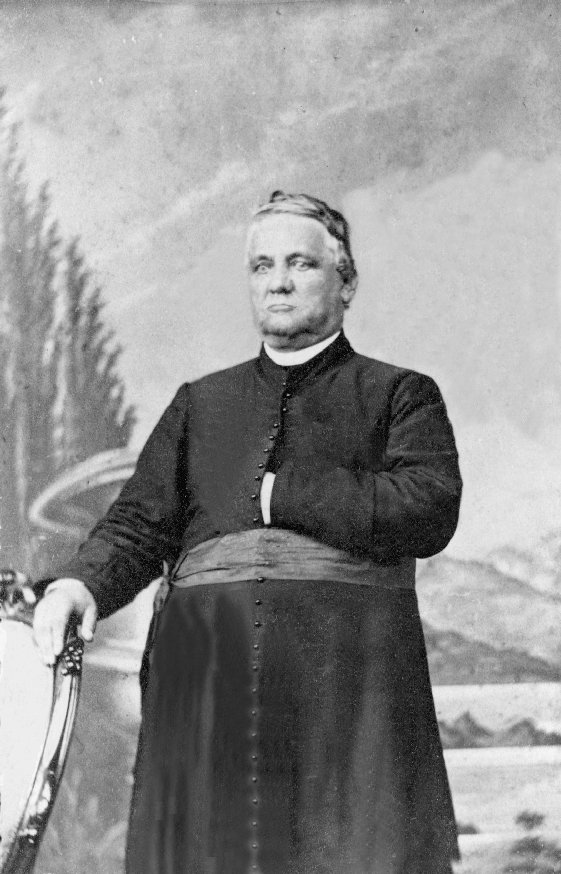
Portrait de Joseph-Marie Paquet.

Le hameau est nommé ainsi par rapport à sa position à l'est du village de Paquetville, lui-même nommé en l'honneur de Joseph-Marie Paquet (1804-1869), prêtre catholique.

## Géographie

Carte de la paroisse de Paquetville. Bas-Paquetville est à droite.

Bas-Paquetville se trouve dans l'est du comté de Gloucester, à 54 kilomètres de route à l'est de Bathurst et à 110 km au nord-est de Miramichi. Le hameau est bâti sur le chemin Paquetville. Le ruisseau Dempsey coule au sud-est en direction de la rivière Pokemouche. Le territoire compte quelques buttes.
Bas-Paquetville est limitrophe de Petit-Paquetville au nord, de Maltempèque à l'est, de Rang-Saint-Georges au sud, et du village de Paquetville à l'ouest. La ville la plus proche est Caraquet, à 21 km au nord-est.

## Histoire
Le village de Paquetville est colonisé en 1873 et la paroisse est créée en 1897.
La Paroisse de Paquetville est l'une des localités organisatrices du IVe Congrès mondial acadien, en 2009.

## Économie
Entreprise Péninsule, un organisme basé à Tracadie-Sheila faisant partie du réseau Entreprise, a la responsabilité du développement économique de la région.
L'économie de la Péninsule acadienne région est basée sur les ressources naturelles ainsi que les services et la fabrication. En fait, le développement au village est avant tout résidentiel et l'une des principales opportunités économiques sont les emplois dans la fonction publique à Caraquet et Tracadie-Sheila. La population active est d'ailleurs très mobile et 20 % des hommes travaillent à l'extérieur de la Péninsule. L'activité économique des environs est quant à elle centrée sur le village de Paquetville.

## Administration
Bas-Paquetville fait partie du district de services locaux de la paroisse de Paquetville. Sa population peut donc élire les membres du comité consultatif.
 Nouveau-Brunswick: Bas-Paquetville fait partie de la circonscription de Centre-Péninsule—Saint-Sauveur, qui est représentée à l'Assemblée législative du Nouveau-Brunswick par Denis Landry, du Parti libéral. Il fut élu en 2003 puis réélu en 2008 et en 2010.
 Canada: Bas-Paquetville fait partie de la circonscription fédérale d'Acadie-Bathurst. Cette circonscription est représentée à la Chambre des communes du Canada par Yvon Godin, du NPD. Il fut élu lors de l'élection de 1997 contre le député sortant Doug Young, en raison du mécontentement provoqué par une réforme du régime d’assurance-emploi.

## Vivre à Bas-Paquetville
La population de Bas-Paquetville est dépendante des localités environnantes, notamment Paquetville et Caraquet, pour ses services.
Existant depuis le 20 juillet 1995, la Commission de gestion des déchets solides de la Péninsule acadienne (COGEDES) a son siège-social à Caraquet. Les déchets sont transférés au centre de transbordement de Tracadie-Sheila et les matières non-recyclables sont ensuite enfouies à Allardville.